# Frans Malherbe
Jozua Francois Malherbe (14. března 1991, Trompsburg) je ragbista hrající na pravém pilíři za jihoafrický klub Stormers soutěž United Rugby Championship a za jihoafrickou reprezentaci. S klubem Stormers vyhrál v roce 2022 United Rugby Championship. V roce 2024 se stal hráčem, co za Stromers nastoupil do nejvíce zápasů v jejich historii. V roce 2012 a 2014 vyhrál jihoafrickou ligu s klubem Western Province.
S JAR se stal v roce 2019 a 2023 mistrem světa. V roce 2019 a 2024 také vyhrál Rugby Championship (soutěž pro JAR, Nový Zéland, Argentinu a Austrálii). Reprezentační premiéru zažil v roce 2013 proti Walesu. První pětku za JAR položil na MS 2019 proti Kanadě. Je považován za jednoho z nejlepších pravých pilířů současnosti.